# サンタ・クルス・デ・ムデーラ
サンタ・クルス・デ・ムデーラ（Santa Cruz de Mudela）は、スペイン、カスティーリャ＝ラ・マンチャ州、シウダー・レアル県の自治体で、カンポ・デ・カラトラーバ（Campo de Calatrava）地区の最東南部に位置する。マンセルハ広域共同体（Manserja）に属する。

## 地理
サンタ・クルス・デ・ムデーラの領域の大部分はラ・マンチャ平原にあるが、最南部から南西部にかけてはシエラ・モレーナ山地へとつながるアセブーチェ山地とアルヒーベ山地にかかっている。サンタ・クルス・デ・ムデーラを流れる小川は、雨季にはラ・ランブラ・デ・サンタ・クルスへとなり、グアディアーナ川の支流であるハバロン川へ注ぐ。

### 気候
気候は、内陸性地中海気候で、冬季の寒さは厳しく、夏季は非常に暑い、降水量は乏しい。

### 人口
出典:INE（スペイン国立統計局）1900年 - 1991年、1996年 - 

## 政治
自治体首長はカスティーリャ＝ラ・マンチャ社会党（Partido Socialista de Castilla-La Mancha、PSCM-PSOE）のホセ・ルイス・フエンテス・ガビラン（José Luis Fuentes Gavilán ）で、自治体評議員は、PVISCM：4、カスティーリャ＝ラ・マンチャ社会党：4、カスティーリャ＝ラ・マンチャ国民党（Partido Popular de Castilla-La Mancha、PPCLM）：3となっている（2011年5月22日の自治体選挙結果、得票順）。
| 1999年6月13日自治体選挙 |        |        |          |
| 政党                    | 得票数 | 得票率 | 獲得議席 |
| PSCM-PSOE               | 1,926  | 65.31% | 8        |
| PPCLM                   | 844    | 28.62% | 3        |
| PADE                    | 110    | 3.73%  | 0        |

| 2003年5月25日自治体選挙 |        |        |          |
| 政党                    | 得票数 | 得票率 | 獲得議席 |
| PSCM-PSOE               | 1,612  | 54.55% | 7        |
| PVISCM                  | 907    | 30.69% | 3        |
| PPCLM                   | 389    | 13.16% | 1        |

| 2007年5月27日自治体選挙 |        |        |          |
| 政党                    | 得票数 | 得票率 | 獲得議席 |
| PVISCM                  | 1,346  | 46.90% | 5        |
| PSCM-PSOE               | 1,160  | 40.42% | 5        |
| PPCLM                   | 331    | 11.53% | 1        |

| 2011年5月22日自治体選挙 |        |        |          |
| 政党                    | 得票数 | 得票率 | 獲得議席 |
| PVISCM                  | 1,024  | 37.39% | 4        |
| PSCM-PSOE               | 949    | 34.65% | 4        |
| PPCLM                   | 724    | 26.43% | 3        |

### 司法行政
サンタ・クルス・デ・ムデーラはバルデペーニャス司法管轄区に属す。